# Bolszaja Nowinka (obwód wołogodzki)
Bolszaja Nowinka (ros. Большая Новинка) – wieś w Rosji, w rejonie czerepowieckim obwodu wołogodzkiego. W 2010 liczyła 12 mieszkańców.